# پریگورودنی (آستراخان)
پریگورودنی (به لاتین: Prigorodny) یک منطقهٔ مسکونی در روسیه است که در استان آستراخان واقع شده‌است.